# Forsane Kvarn & Såg

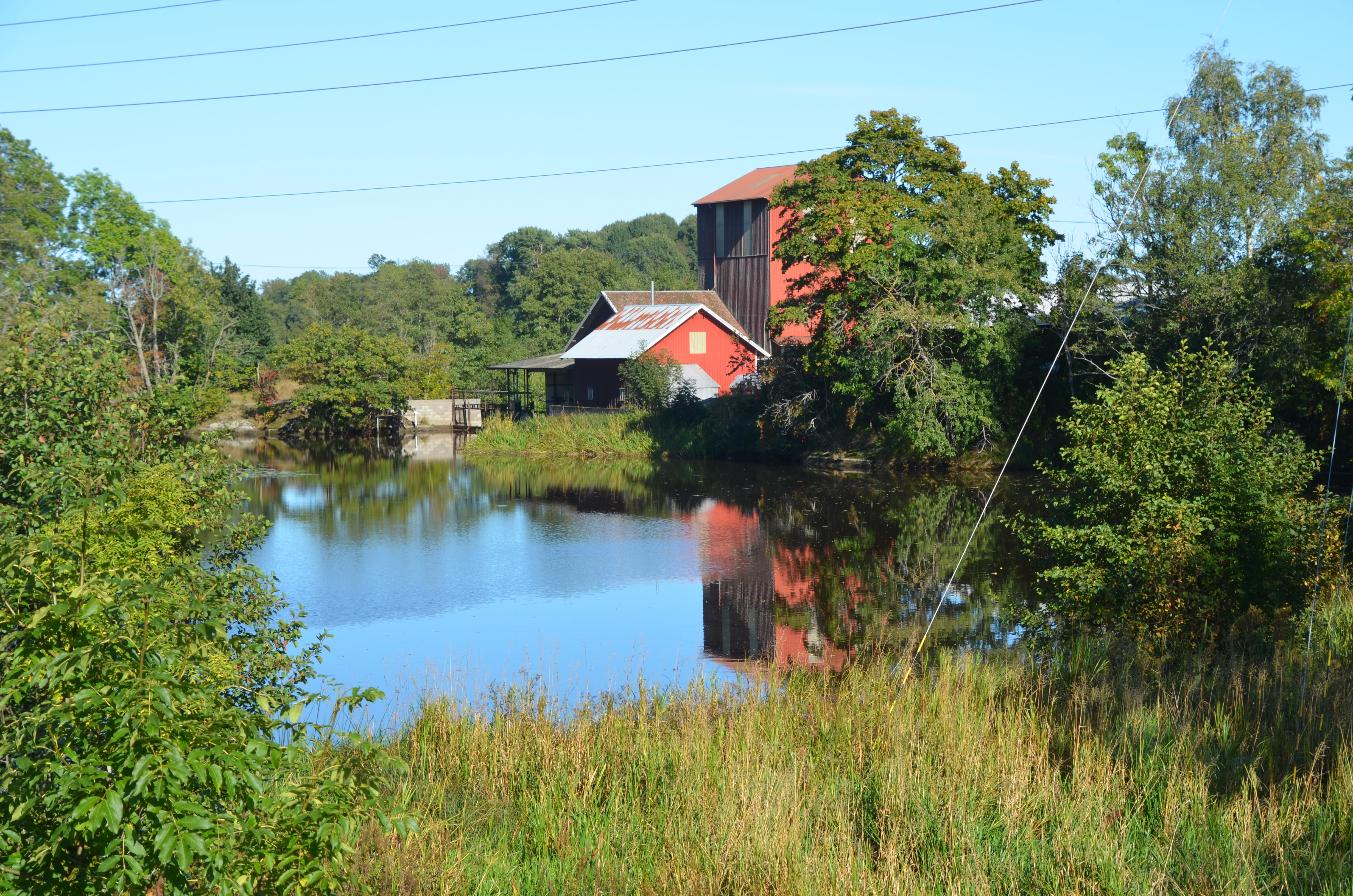
Kvarndammen i Frändeforsån

Forsane Kvarn & Såg är en industribyggnad vid Frändeforsån i Forsane i Vänersborgs kommun.
Forsane kvarn är en vattendriven kvarn uppförd 1875 vid Frändeforsån. Den var då en ersättning för kvarnar som förlorat sin drivkraft, då sjön Hästefjorden sänktes tre meter 1864–1868.
Kvarnens ursprungliga byggnadsdel från 1875 har 1 1/2 plan. Bland annat en tre våningar hög del har byggts till. Byggnaden har natursten och delvis berg i dagen som grund, med spritputsad fasad, träpanel och korrugerad plåt. Tvärs över nocken finns ett fasadplåtsbeklätt torn. Kvarnen är utrustad med hammarkvarn, kross och blandare för fodersäd.
Sågen, som är utrustad med cirkelsåg och spånhyvel, är en träbyggnad som är hopbyggd med kvarnbyggnaden på den östra sidan. En hall i plåt för virkesförvaring är också tillbyggd.
En större ombyggnad genomfördes 1929, och 1935 fick anläggningen vattenturbiner.

## Bildgalleri

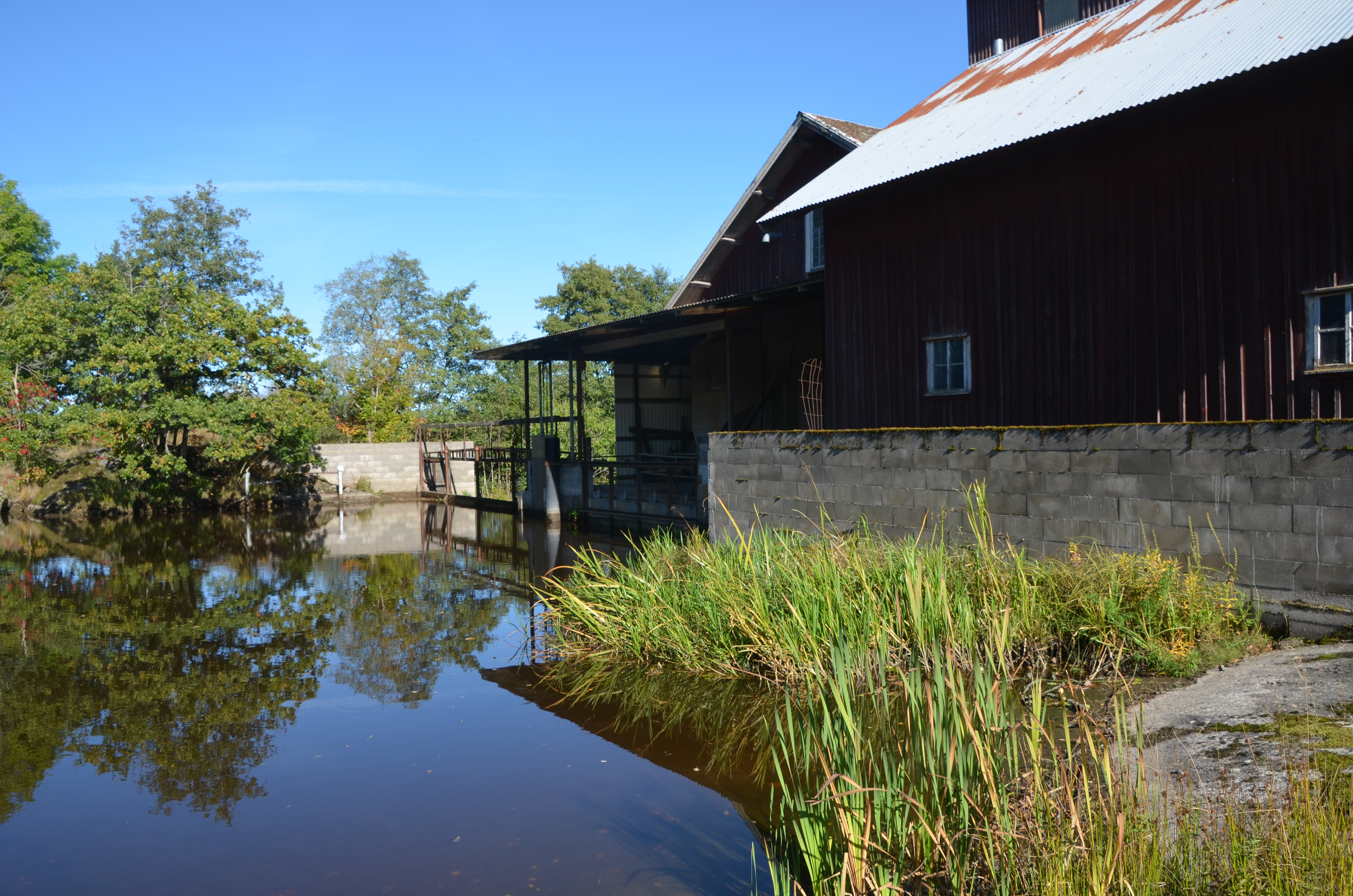
Kvarndammen i Forsane
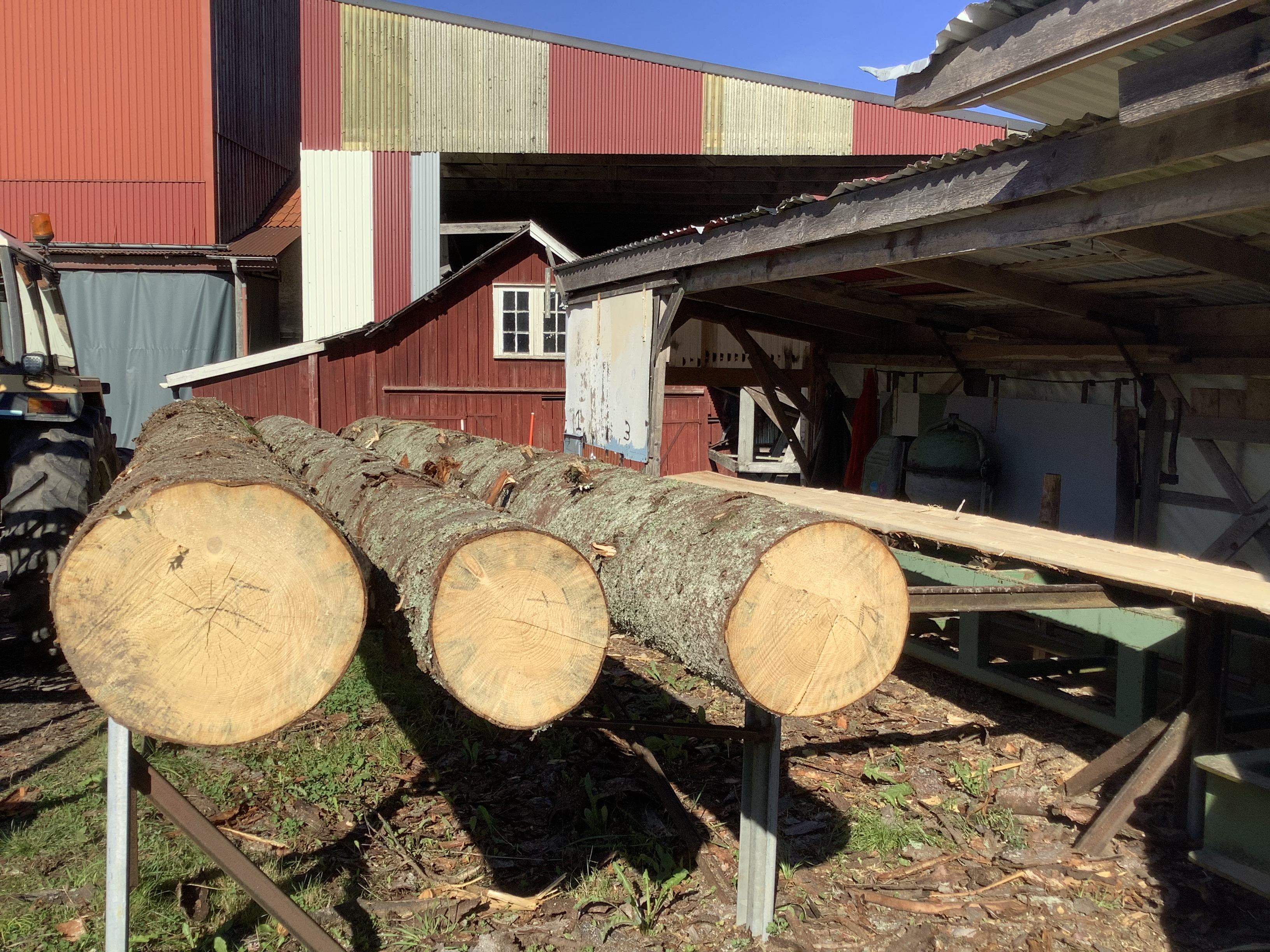
Forsane Kvarn & Såg
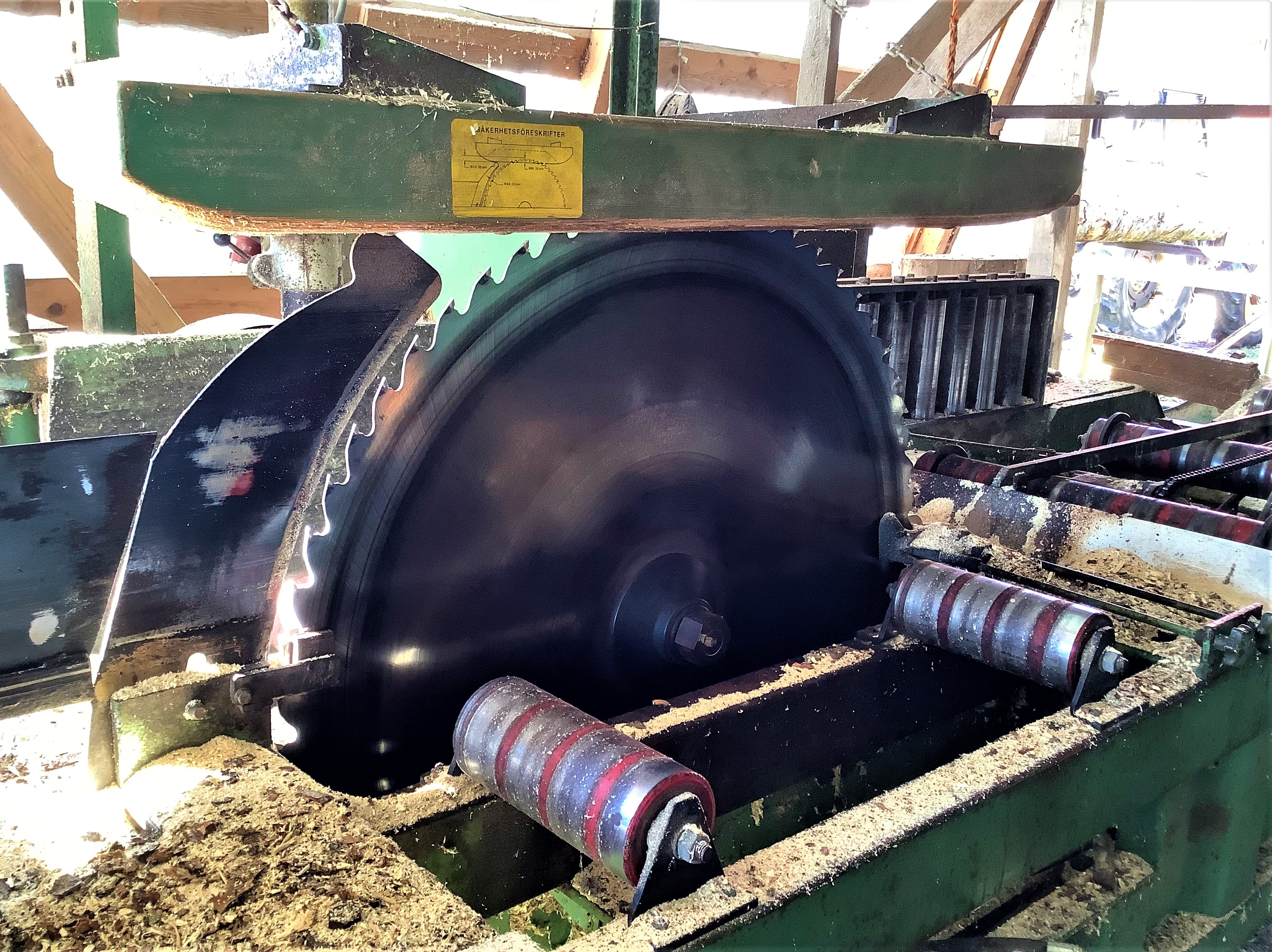
Forsane Kvarn & Såg
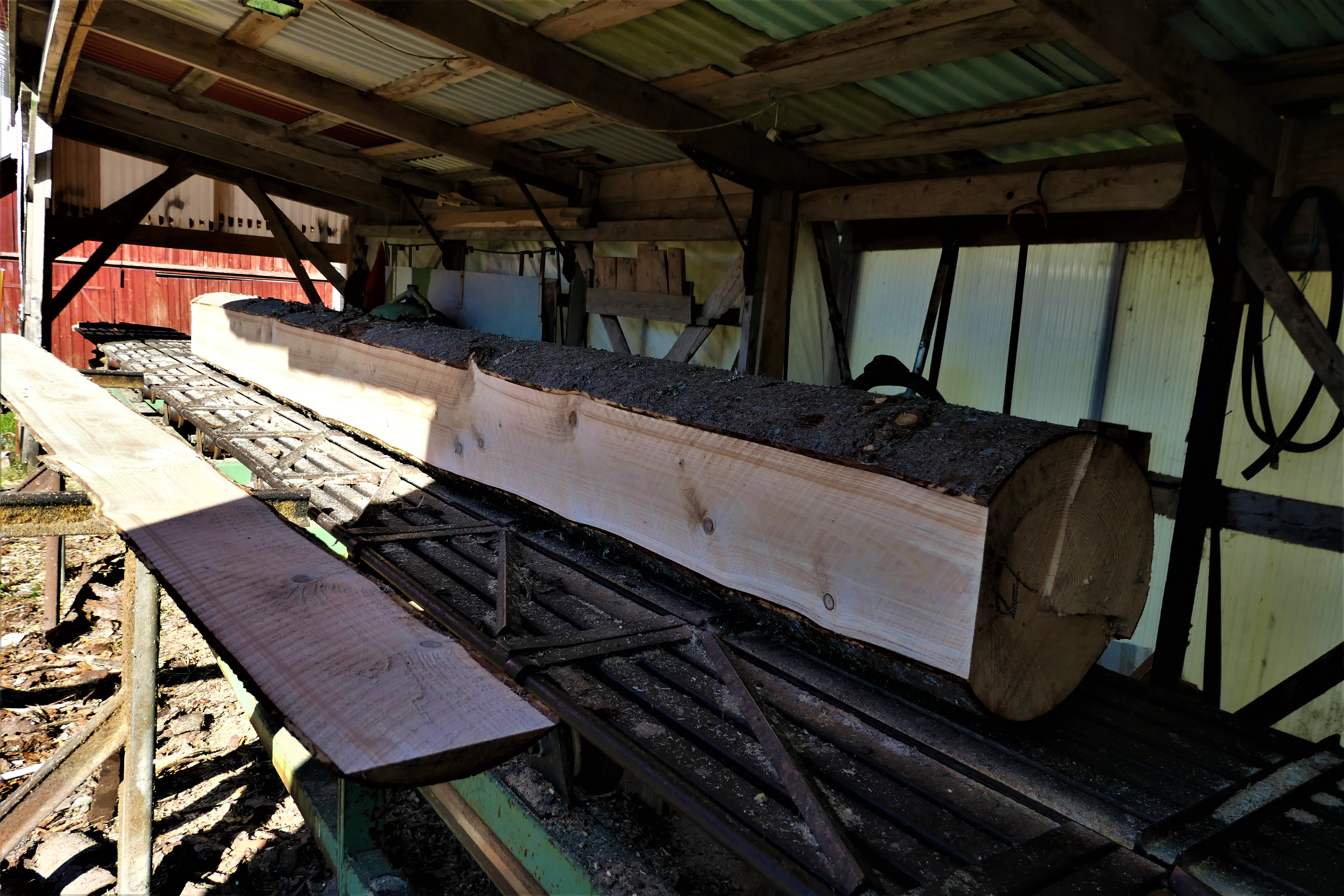
Forsane Kvarn & Såg
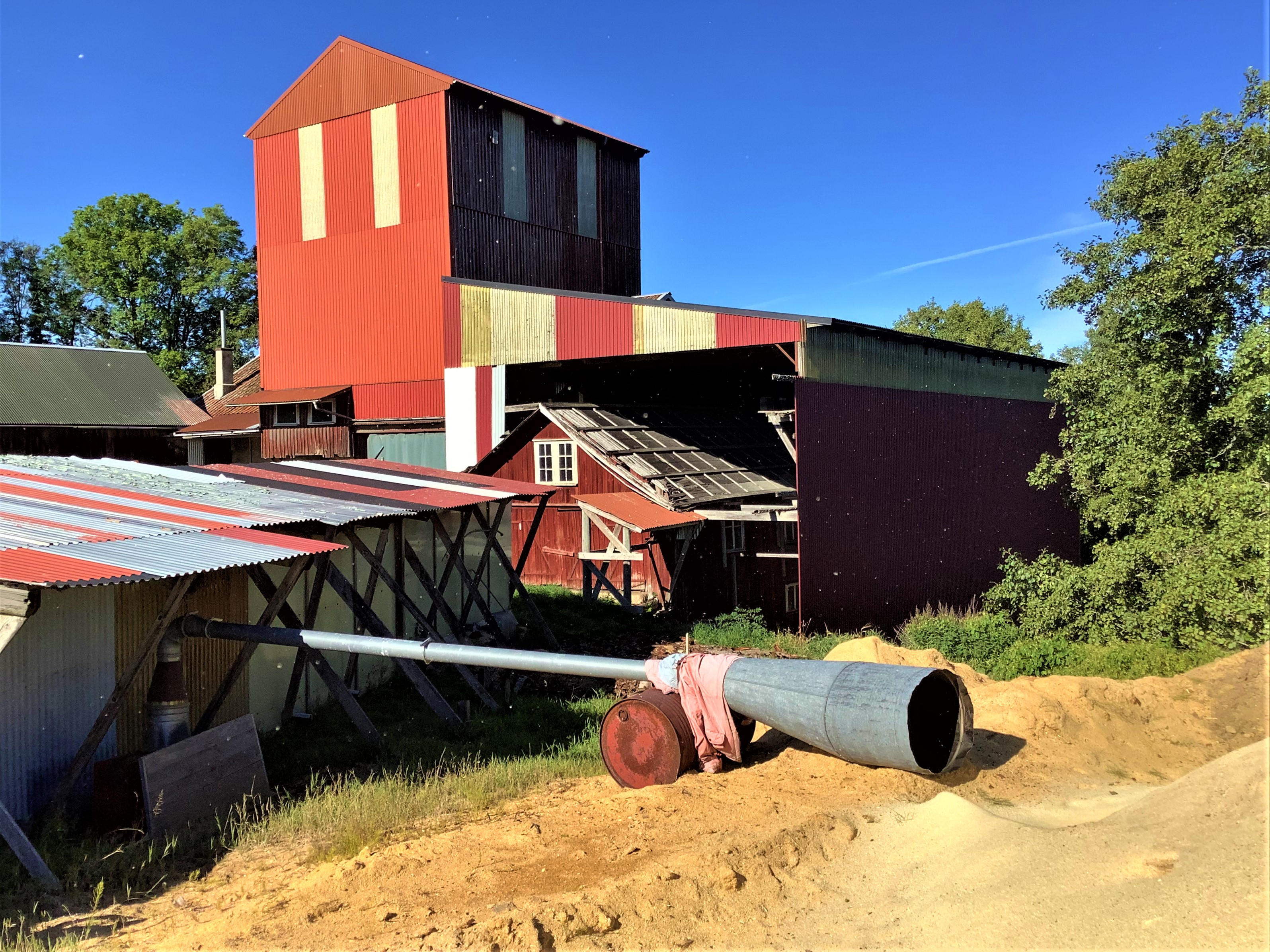
Forsane Kvarn & Såg